# Лотар I
Ло́тар (фр. Lothaire, 795 — 29 вересня 855, Прюм  — король Італії, Лотарингії та Імператор Заходу з 840 по 855 рік, син Людовика Благочестивого та Ерменгарди з Геспенгау (фр. Ermengarde de Hesbaye).

## Біографія
У 814 році батько Лотаря — Людовик Благочестивий — поставив його на чолі Баварії, потім, у липні 817 року видав Ordinatio Imperii, згідно з яким Лотар став єдиним наслідним правителем Імперії. У той самий час він виділив своїм молодшим синам — Піпіну та Людовику Німецькому частини терену, залишаючи, проте, верховну владу за Лотарем. У ранзі короля Франків Лотаря було відправлено до Італії, де у 820 або 822 році він отримав титул короля Ломбардії й оселився в Павії.
5 квітня 823 року в Римі Лотар коронований як співімператор папою Пасхалієм I, який визнав його владу над собою.
У листопаді 824 року врегулював Римською Конституцією права Папи та імператора щодо Риму.
У 829 році Людовик Благочестивий заклав підвалини нового розділу на користь свого молодшого сина Карла II, народженого в 823 році його другою дружиною Юдиф Баварською (фр. Judith de Bavière). З цього часу почався період розбрату. Лотар повстав проти батька та, за допомогою своїх братів Людовика Німецького і Піпіна I, скинув його з трону в 830 році. Комп'єнський з'їзд проголосив Лотаря правителем імперії. Але незабаром він позбувся влади внаслідок інтриг братів.
У 832 році сини Людовика Благочестивого знову повстали проти нього, і в червні 833 року Лотар вдруге змістив батька з трону. Проте Людовик Благочестивий втретє отримав трон 1 березня 834 року за підтримки Людовика Німецького та Піпіна I, військо Лотаря було розбите при Блуа і під його владою залишилася лише Італія.
3 травня 839 року, після примирення з Лотарем, Людовик Благочестивий зробив новий розділ королівства у Вормсі. Лотар отримав, крім Італії, східну частину Франкського королівства. У 840 році уклав Пакт Лотаря з Венецією, що став кроком до визнання незалежності Венеційської республіки від Візантійської імперії.

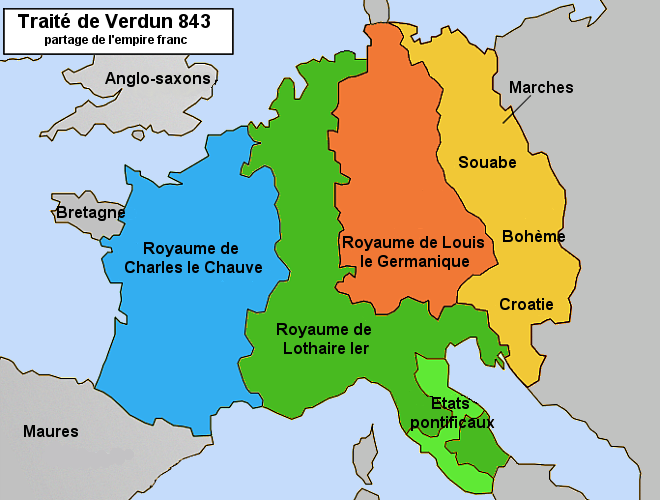
Франкські королівства в 843. Зеленим позначено центральну Францію

Після смерті Людовика Благочестивого у 840 році, брати Лотаря Людовик та Карл відмовилися визнавати Лотаря своїм сюзереном і створили проти нього військовий союз. У червні 841 року війська Лотаря були розбиті в битві поблизу Фонтене-ан-Пюйсе (фр. Fontenay-en-Puisaye).
14 лютого 842 року Карл та Людовик скріпили свій союз Страсбурзькими клятвами. Наступного року вони змусили Лотаря укласти Верденську угоду, за якою Лотар зберіг свій імператорський титул, а Франкське королівство було розподілене між братами. Лотар залишився на чолі Серединного королівства, що простягнулося від Північного моря на півночі до Риму на півдні й мало у своєму складі столицю Каролінзької імперії — Аахен.
Незадовго до своєї смерті в 855 році Лотар зрікся трону й усамітнився в Прюмському абатстві. Перед тим, як там померти, він видав Прюмську угоду, якою розділив своє королівство між синами: Людовик отримав Італійське королівство та титул імператора, Карл — Провансальське королівство до Ліону та Лотар — всю північну частину імперії, від Фризії до півдня сучасного французького департаменту Верхня Марна, яка в майбутньому отримала назву Лотаринзьке королівство (лат. Lotharii Regnum — королівство Лотаря). Після цього Лотар прийняв постриг і помер 29 вересня 855 року, через шість днів після постригу.

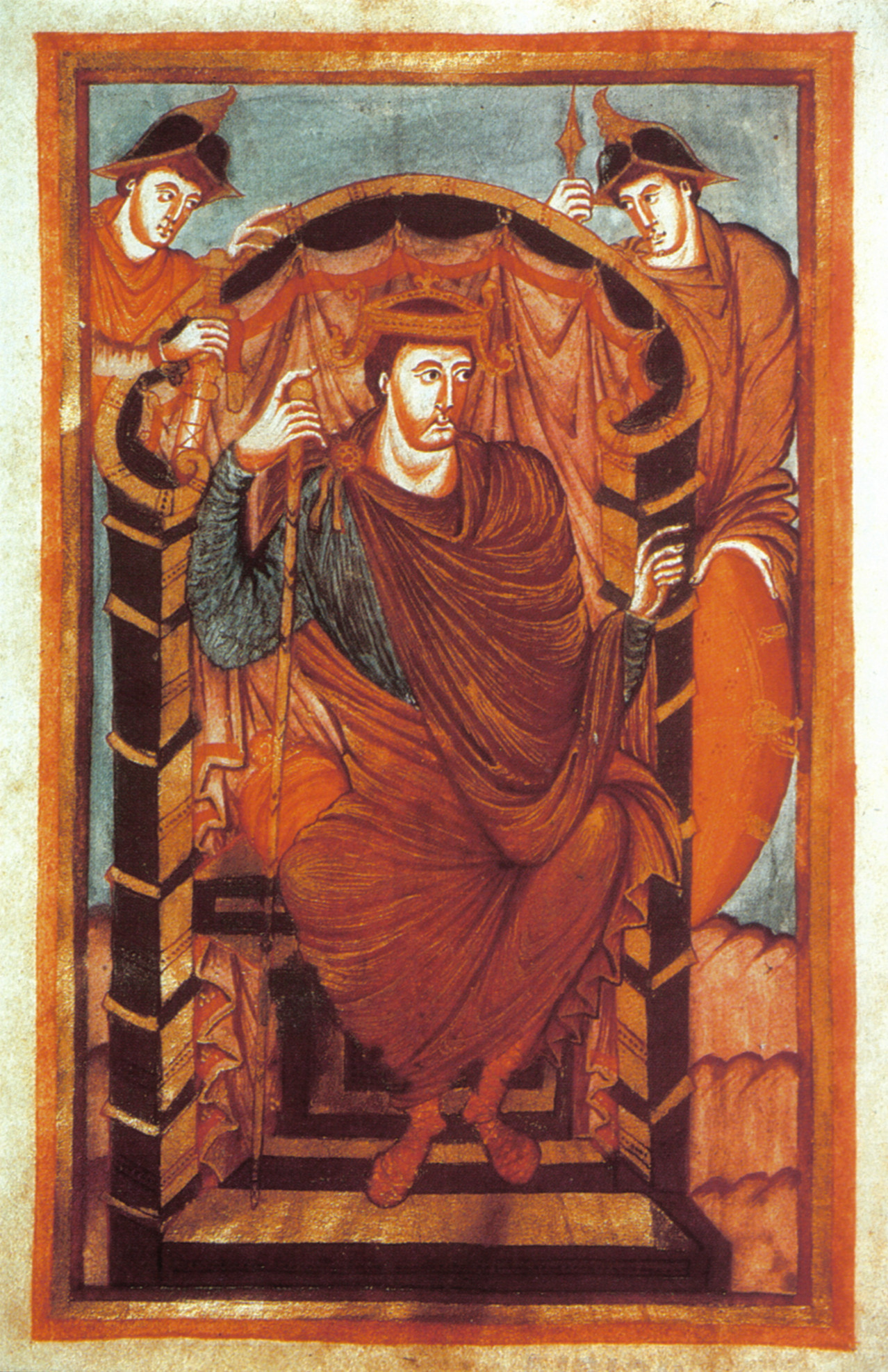
Лотар I
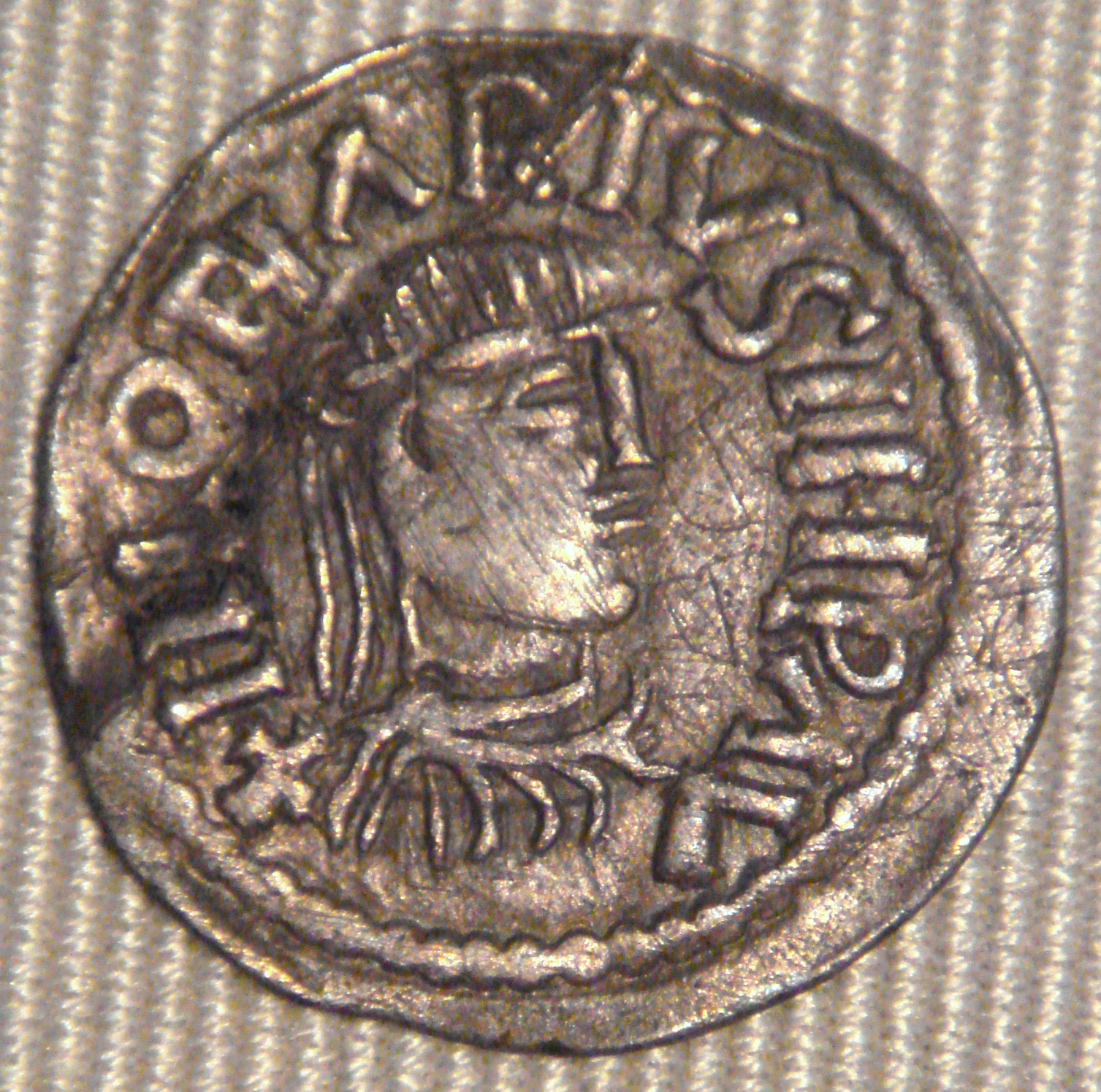
Денарій Лотаря I (840-855)
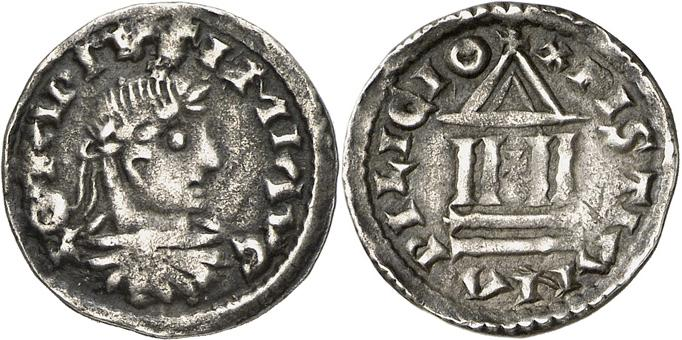
Денарій з бюстом Лотара, викарбуване близько 833